# Béla Kállói
Béla Kállói (* 16. Juni 1913 in Budapest; † August 1970 in Mexiko) war ein ungarischer Fußballspieler, der nach seiner aktiven Laufbahn unter anderem als Fußballtrainer in Mexiko tätig war. 

## Laufbahn
Kállói begann seine fußballerische Laufbahn beim Hungária MTK FC. 1933 wechselte er zum Le Havre AC, seiner einzigen Auslandsstation als Spieler. Nach zwei Jahren in Frankreich kehrte Kállói in seine Heimat zurück und spielte zunächst für den Zugló FC und anschließend ebenso kurzzeitig für den Erzsébet-Soroksár FC, der sich nach nur zwölf Spielen in der Saison 1936/37 aus der Liga zurückzog. Nun kehrte Kállói zu seinem ehemaligen Verein Hungária zurück, für den er bis 1939 spielte. Von dort wechselte er zum Csepeli Weisz Manfréd FC, bei dem er – mit einer kurzzeitigen Unterbrechung bei MÁVAG Budapest – bis zum Ende seiner aktiven Laufbahn unter Vertrag stand. In den Spielzeiten 1941/42 und 1942/43 gewann Kállói mit Csepel zweimal in Folge die ungarische Fußballmeisterschaft. 
Über den weiteren Werdegang von Kállói ist wenig bekannt, außer dass er in der Saison 1958/59 den mexikanischen Verein CD Tampico zum Gewinn der Zweitligameisterschaft und zum Aufstieg in die höchste Spielklasse führte und anschließend den Erstligisten Deportivo Toluca trainierte.

## Erfolge

### Als Spieler
- Ungarischer Meister: 1942 und 1943

### Als Trainer
- Mexikanischer Zweitligameister: 1959